# Leichtathletik-Weltmeisterschaften 2019/4 × 100 m der Frauen
Die 4-mal-100-Meter-Staffel der Frauen bei den Leichtathletik-Weltmeisterschaften 2019 fand am 4. und 5. Oktober 2019 im Khalifa International Stadium der katarischen Hauptstadt Doha statt.
16 Staffeln nahmen an dem Wettbewerb teil.
Weltmeister wurde Jamaika in der Besetzung Natalliah Whyte, Shelly-Ann Fraser-Pryce, Jonielle Smith und Shericka Jackson (Finale) sowie der im Vorlauf außerdem eingesetzten Natasha Morrison.

Den zweiten Platz belegte Großbritannien mit Asha Philip, Dina Asher-Smith (Finale), Ashleigh Nelson und Daryll Neita sowie der im Vorlauf außerdem eingesetzten Imani Lansiquot.

Bronze ging an die Vereinigten Staaten (Dezerea Bryant, Teahna Daniels, Morolake Akinosun, Kiara Parker).
Auch die nur im Vorlauf eingesetzten Läuferinnen erhielten entsprechendes Edelmetall. Rekorde und Bestleistungen standen dagegen nur den tatsächlich laufenden Athletinnen zu.

## Rekorde
Vor dem Wettbewerb galten folgende Rekorde:
| Weltrekord               | USA Tianna Madison, Allyson Felix, Bianca Knight, Carmelita Jeter                           | 40,82 s | OS in London, Großbritannien      | 10. August 2012 |
| Weltmeisterschaftsrekord | Jamaika Veronica Campbell-Brown, Natasha Morrison, Elaine Thompson, Shelly-Ann Fraser-Pryce | 41,07 s | WM in Peking, Volksrepublik China | 19. August 2015 |

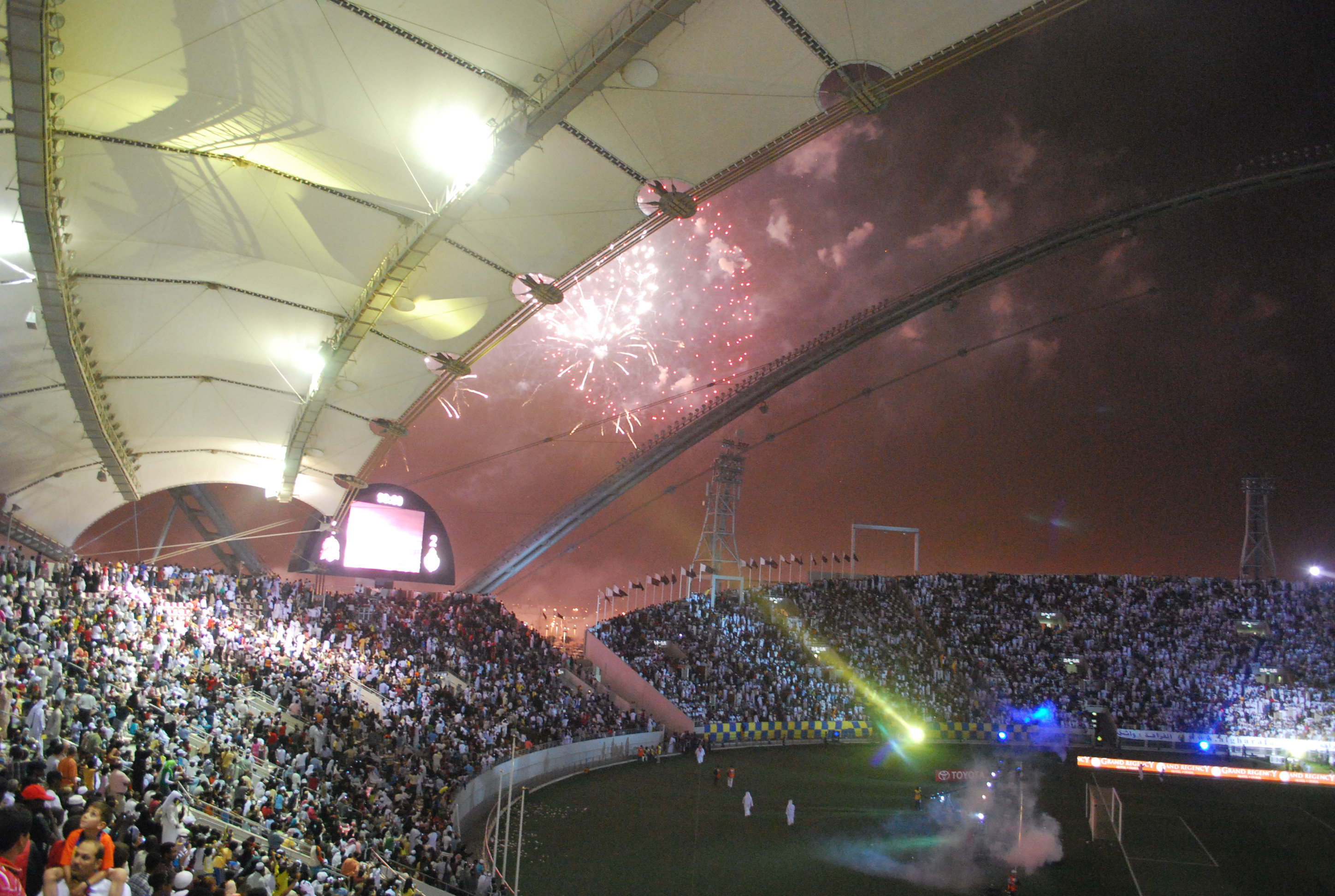
Das Khalifa International Stadium während des Emir Cups im Jahr 2009

Der bestehende WM-Rekord wurde bei diesen Weltmeisterschaften nicht eingestellt und nicht verbessert.
Es gab eine Weltjahresbestleistung und zwei Landesrekorde.
- Weltjahresbestleistung:
  - 41,44 s – Jamaika (Shelly-Ann Fraser-Pryce, Jonielle Smith, Shericka Jackson), Finale am 5. Oktober
- Landesrekorde:
  - 42,90 s – Italien (Johanelis Herrera Abreu, Gloria Hooper, Anna Bongiorni, Irene Siragusa), zweiter Vorlauf am 4. Oktober
  - 42,18 s – Schweiz (Ajla Del Ponte, Sarah Atcho, Mujinga Kambundji, Salomé Kora), Finale am 5. Oktober

## Vorläufe
Aus den beiden Vorläufen qualifizierten sich die jeweils drei Ersten jedes Laufes – hellblau unterlegt – und zusätzlich die zwei Zeitschnellsten – hellgrün unterlegt – für das Finale.

### Lauf 1
4. Oktober 2019, 20:40 Uhr Ortszeit (19:40 Uhr MESZ)

| Platz | Bahn | Land                | Athletinnen                                                                    | Zeit (s) |
| ----- | ---- | ------------------- | ------------------------------------------------------------------------------ | -------- |
| 1     | 3    | USA                 | Dezerea Bryant Teahna Daniels Morolake Akinosun Kiara Parker                   | 42,46    |
| 2     | 4    | Trinidad und Tobago | Semoy Hackett Kelly-Ann Baptiste Reyare Thomas (Vorlauf) Kamaria Durant        | 42,75 SB |
| 3     | 7    | Schweiz             | Ajla Del Ponte Sarah Atcho Mujinga Kambundji Salomé Kora                       | 42,82    |
| 4     | 2    | Niederlande         | Nargélis Statia Pieter Marije van Hunenstijn Jamile Samuel Naomi Sedney        | 43,01    |
| 5     | 5    | Kasachstan          | Rima Kaschafutdinowa Elina Michina Swetlana Golendowa Olga Safronowa           | 43,79    |
| 6     | 9    | Dänemark            | Astrid Glenner-Frandsen Ida Karstoft Mette Graversgaard Mathilde Uldall Kramer | 43,92    |
|       | 8    | Frankreich          | Carolle Zahi Cynthia Leduc Estelle Raffai Orlann Ombissa-Dzangue               | DSQ V1   |
|       | 6    | Australien          | Melissa Breen Nana Owusu-Afriyie Maddie Coates Celeste Mucci                   | DNF      |

### Lauf 2
4. Oktober 2019, 20:49 Uhr Ortszeit (19:49 Uhr MESZ)

| Platz | Bahn | Land                | Athletinnen                                                                       | Zeit (s) |
| ----- | ---- | ------------------- | --------------------------------------------------------------------------------- | -------- |
| 1     | 8    | Jamaika             | Natalliah Whyte Shelly-Ann Fraser-Pryce Jonielle Smith Natasha Morrison (Vorlauf) | 42,11 SB |
| 2     | 4    | Großbritannien      | Asha Philip Imani Lansiquot (Vorlauf) Ashleigh Nelson Daryll Neita                | 42,25 SB |
| 3     | 6    | Volksrepublik China | Liang Xiaojing Wei Yongli Kong Lingwei Ge Manqi                                   | 42,36    |
| 4     | 2    | Deutschland         | Lisa Marie Kwayie Yasmin Kwadwo Jessica-Bianca Wessolly Gina Lückenkemper         | 42,82    |
| 5     | 7    | Italien             | Johanelis Herrera Abreu Gloria Hooper Anna Bongiorni Irene Siragusa               | 42,90 NR |
| 6     | 3    | Nigeria             | Joy Udo-Gabriel Blessing Okagbare Mercy Ntia-Obong Rosemary Chukwuma              | 43,05 SB |
| 7     | 5    | Ghana               | Flings Owusu-Agyapong Gemma Acheampong Persis William-Mensah Halutie Hor          | 43,62 SB |
|       | 9    | Brasilien           | Bruna Farias Vitória Cristina Rosa Lorraine Martins Rosângela Santos              | DSQ V2   |

## Finale

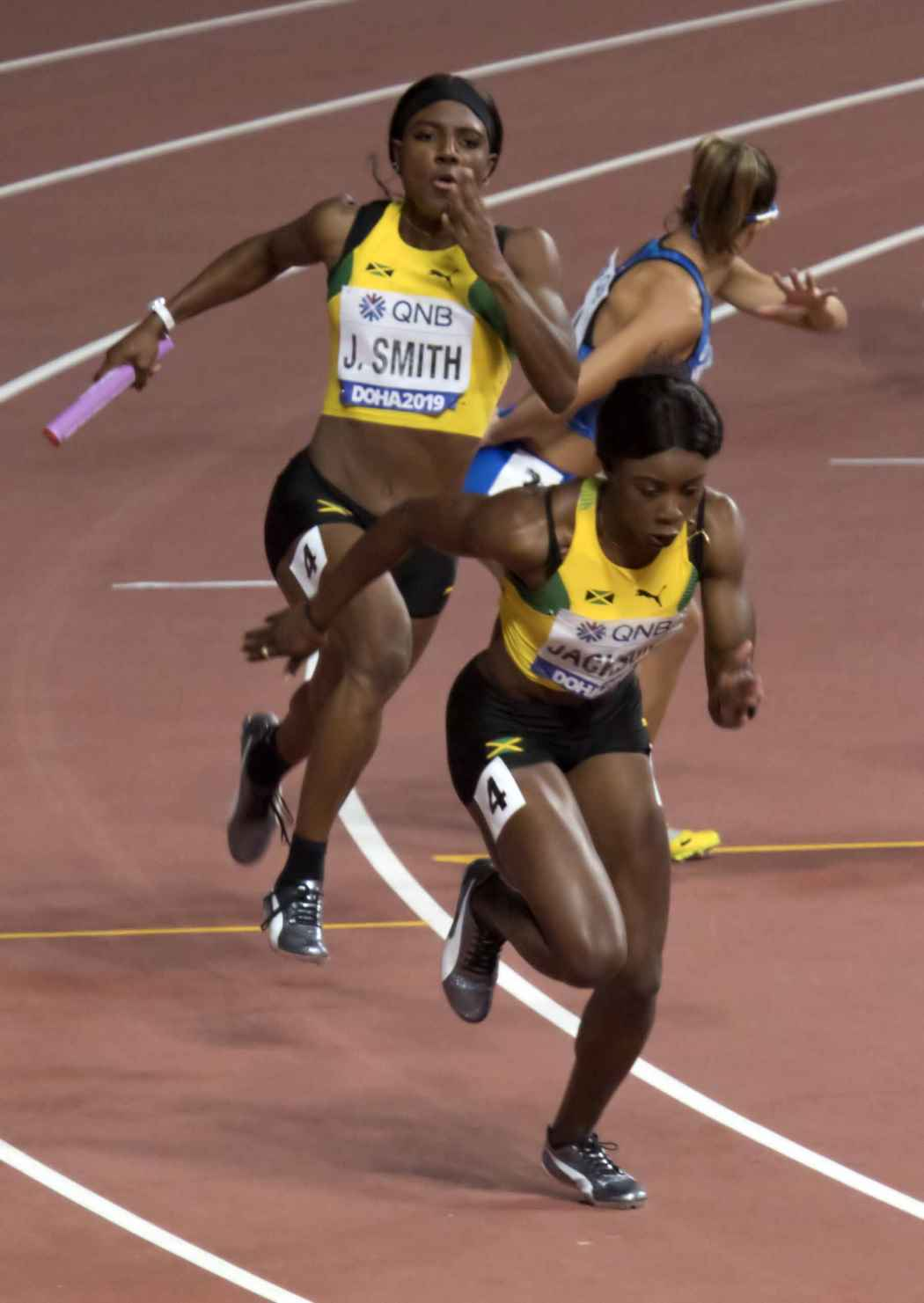
Letzter Wechsel der Weltmeisterstaffel aus Jamaika: Jonielle Smith übergibt den Stab an Shericka Jackson

5. Oktober 2019, 22:05 Uhr Ortszeit (21:05 Uhr MESZ)
| Platz | Bahn | Land                | Athletinnen | Zeit (s) |
| ----- | ---- | ------------------- | --- | -------- |
|       | 4    | Jamaika             | Natalliah Whyte Shelly-Ann Fraser-Pryce Jonielle Smith Shericka Jackson (Finale) im Vorlauf außerdem: Natasha Morrison | 41,44 WL |
|       | 6    | Großbritannien      | Asha Philip Dina Asher-Smith (Finale) Ashleigh Nelson Daryll Neita im Vorlauf außerdem: Imani Lansiquot                | 41,85 SB |
|       | 7    | USA                 | Dezerea Bryant Teahna Daniels Morolake Akinosun Kiara Parker                                                           | 42,10 SB |
| 4     | 9    | Schweiz             | Ajla Del Ponte Sarah Atcho Mujinga Kambundji Salomé Kora                                                               | 42,18 NR |
| 5     | 2    | Deutschland         | Lisa Marie Kwayie Yasmin Kwadwo Jessica-Bianca Wessolly Gina Lückenkemper                                              | 42,48    |
| 6     | 5    | Trinidad und Tobago | Semoy Hackett Kelly-Ann Baptiste Mauricia Prieto (Finale) Kamaria Durant im Vorlauf außerdem: Reyare Thomas            | 42,71 SB |
| 7     | 3    | Italien             | Johanelis Herrera Abreu Gloria Hooper Anna Bongiorni Irene Siragusa                                                    | 42,98    |
|       | 8    | Volksrepublik China | Liang Xiaojing Wei Yongli Kong Lingwei Ge Manqi                                                                        | DSQ F1   |

## Video
- Women's 4x100m Relay Final | World Athletics Championships Doha 2019, youtube.com, abgerufen am 23. März 2021